# Cebula wielopiętrowa
Cebula wielopiętrowa (Allium cepa var. proliferum lub Allium × proliferum) – odmiana cebuli.

## Morfologia
Liście asymilacyjne (szczypior) i pędy kwiatostanowe wyrastają z ciemnoczerwonych lub fioletowych, niekształtnych cebul. Liście należą do najwcześniejszych warzyw – są grube, ciemnozielone i smaczne. Na pędach kwiatostanowych, obok niepozornych i płonnych kwiatów wyrastają małe (1–2 cm średnicy), ulistnione cebule powietrzne, zebrane po kilka (zwykle 4, 5) sztuk. Nierzadko wyrastają z nich następne pędy kwiatostanowe, również zakończone gniazdem cebul. W sprzyjających warunkach roślina może wytworzyć do trzech pięter kwitnących roślin (stąd nazwa).